# Wrentnall
Wrentnall – osada w Anglii, w hrabstwie Shropshire, w dystrykcie (unitary authority) Shropshire. Leży 11 km od miasta Shrewsbury. W latach 1870–1872 miejscowość liczyła 195 mieszkańców. Wrentnall jest wspomniana w Domesday Book (1086) jako Werentenehale.